# Borgerservice
Borgerservice er en del af de danske kommuner, og betegnes som indgangen til det offentlige. Borgerservice findes som regel i/ved byens rådhus og på bibliotekerne.
I borgerservice kan man henvende sig angående pas, rottebekæmpelse, flytning og meget mere.
| Forvaltning | Spire Denne artikel om forvaltning er en spire som bør udbygges. Du er velkommen til at hjælpe Wikipedia ved at udvide den. |